# メアリー・ビール
メアリー・ビール（Mary Beale、結婚前の姓:クラドック(Cradock)、1633年3月26日（洗礼日）- 1699年10月8日）はイングランドの17世紀の女性画家である。肖像画家として成功し、イングランドにおける最初の女性職業画家の一人とされる。

## 略歴
サフォークの村、バロー(Barrow)で生まれた。父親は牧師であったが熱心なアマチュア画家であった。父親から絵を学び、ピーター・レリーやロバート・ウォーカー、マシュー・スネリングといった父親の知り合いの画家たちに紹介されていた。1652年に綿布商人でアマチュア画家のチャールズ・ビールと結婚した。
最初の子供が亡くなり、1656年に2番目の子供が生まれた年に、家族はロンドンに移り、セミ・プロフェショナルの画家として働き始め、1660年にもう一人の息子が生まれた。1665年に夫が失業し、その後、妻の助手や絵の仕事を取ってくる役割を担うことになった。1665年はロンドンでペストが大流行した年で、ビール家は親類の住むハンプシャーに移り、ハンプシャーのAllbrookにスタジオを開いて暮らした。
1670年にロンドンに戻り、肖像画家として成功し、有力者や芸術家のサークルに加わることになった。
多作の画家で、多くの注文を受けて描いた著名人の肖像画の他、家族や自画像も多く描いた。後年は主席宮廷画家になっていた、知り合いの画家ピーター・レリーのスタイルから影響をうけるようになっていたとされる。
息子の一人は医師になり、夫と同名の息子、チャールズ・ビール(Charles Beale (II):1660-1714)は画家になった。

## 作品

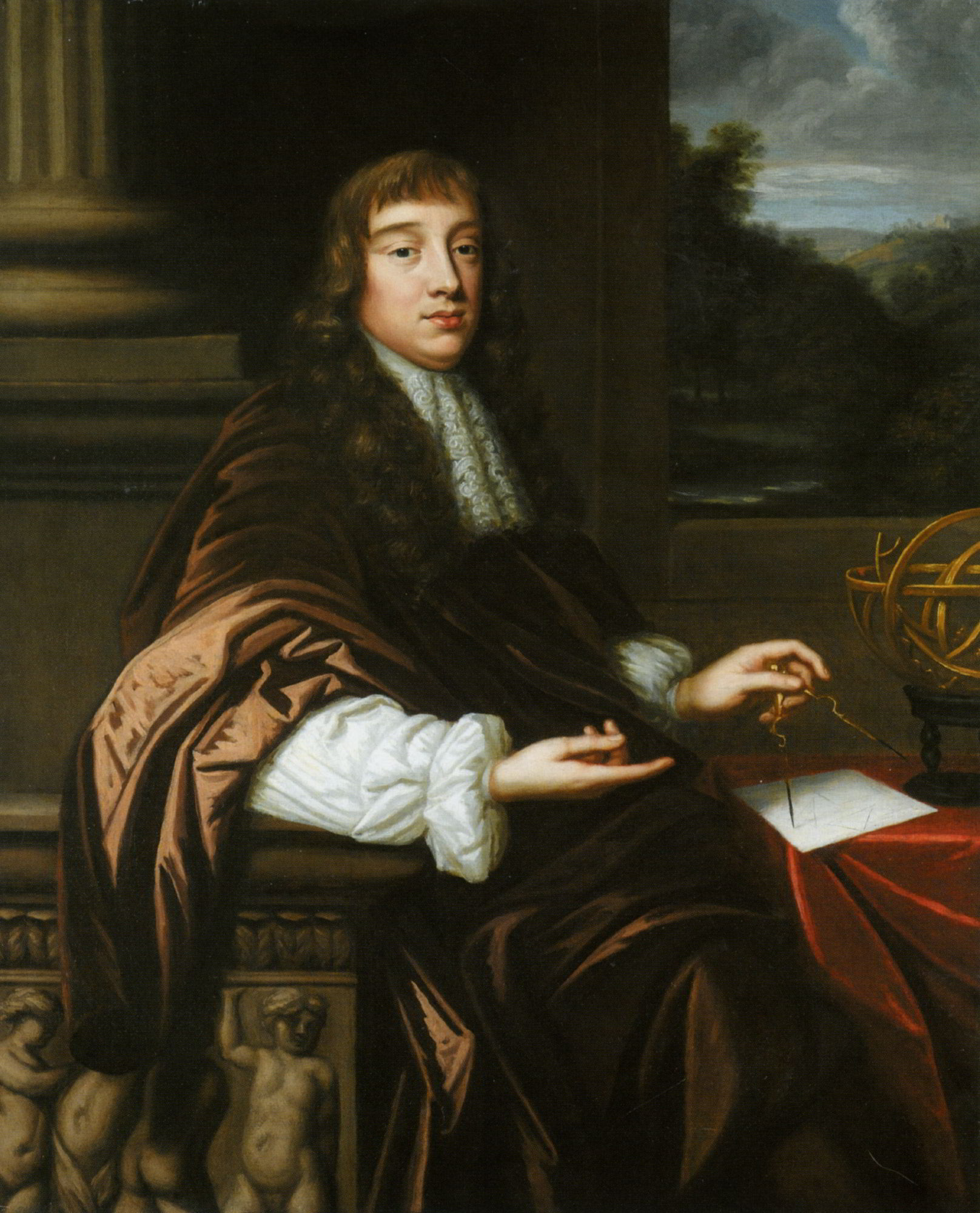
近年、ロバート・フックの肖像の可能性が指摘されている、メアリー・ビール作の被写人物不詳の肖像画。アイザック・バローの肖像画とする説もある。

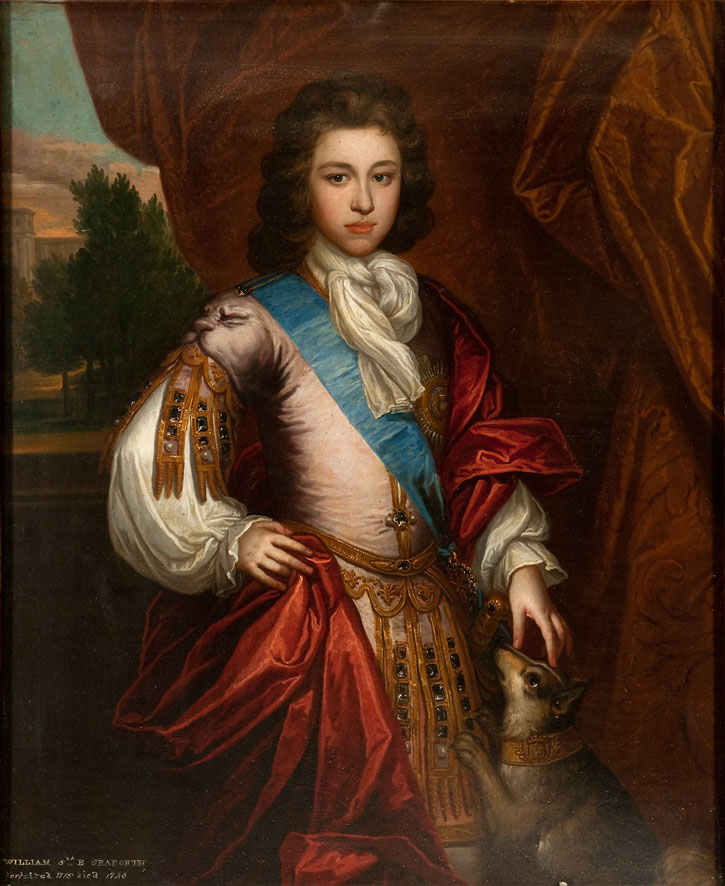
ウィリアム・マッケンジー (第5代シーフォース伯爵)
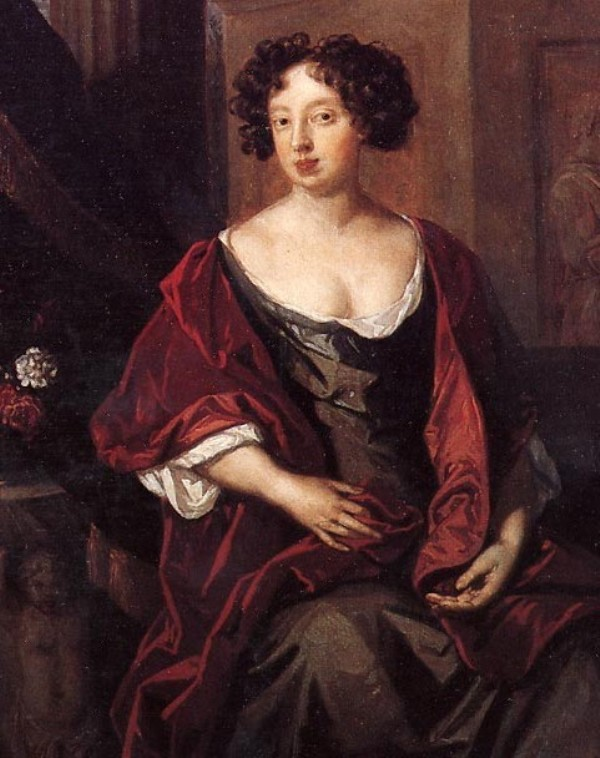
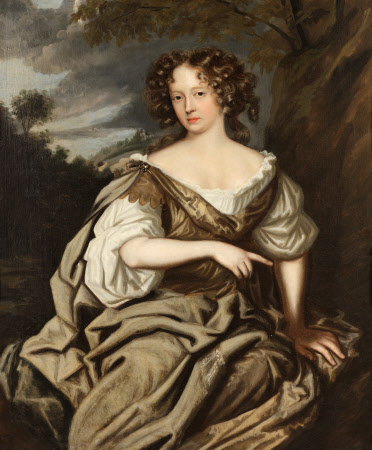
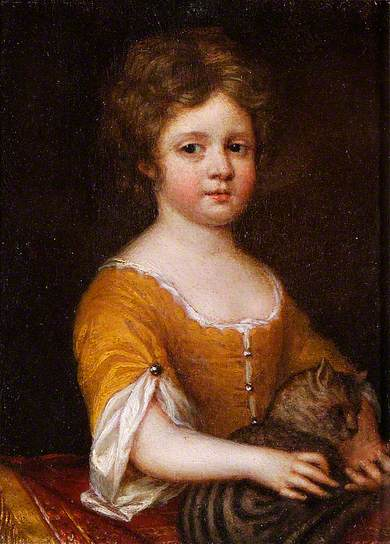
猫を抱いた少女